# Leslie Bibb

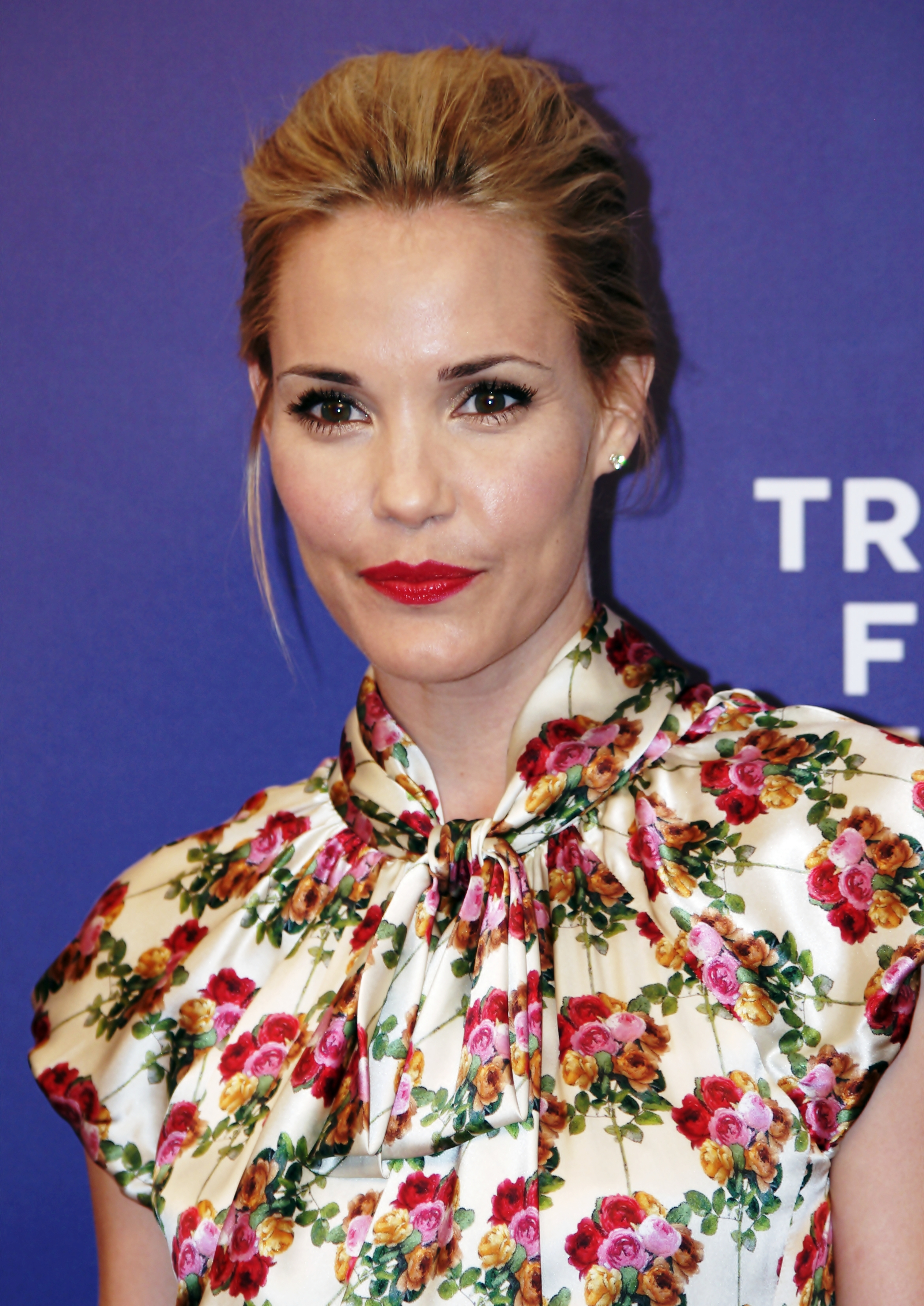
Leslie Bibb auf dem Tribeca Film Festival 2011

Leslie Louise Bibb (* 17. November 1974 in Bismarck, North Dakota) ist eine US-amerikanische Schauspielerin und ein Fotomodell.

## Leben und Karriere
Als Bibb drei Jahre alt war, starb ihr Vater. Später zog sie mit ihrer Mutter und ihren drei älteren Schwestern nach Richmond. Bibb wuchs in Virginia auf.
In der Oprah Winfrey Show gewann die damals 16-Jährige Bibb einen Modelwettbewerb, woraufhin sie eine landesweite Modelkarriere startete. Um ihre Schauspielkarriere voranzutreiben, absolvierte sie eine dreijährige Schauspielausbildung in New York City. Nach deren Abschluss arbeitete Bibb als Fotomodell in Europa, dann zog sie nach Los Angeles. Ihre Fotos erschienen in Zeitschriften wie Maxim und FHM.
Bibb spielte im Thriller The Skulls – Alle Macht der Welt aus dem Jahr 2000 die Rolle von Chloe Whitfield, der Freundin von Lucas McNamara, den Joshua Jackson verkörperte. Sie wurde 2000 für ihre Rolle in der Fernsehserie Popular für den Teen Choice Award nominiert. 2001 erhielt sie den Young Hollywood Award. Von Ende 2005 bis 2007 spielte Bibb in der Serie Crossing Jordan – Pathologin mit Profil die Polizeipsychologin Detective Tallulah „Lu“ Simmons.
Von 2003 bis 2004 war Bibb mit Rob Born verheiratet. Seit 2007 ist sie mit dem Schauspieler Sam Rockwell liiert.

## Filmografie (Auswahl)

### Filme
- 2000: The Skulls – Alle Macht der Welt (The Skulls)
- 2001: Spot – Ein Hund auf Abwegen (See Spot Run)
- 2006: Ricky Bobby – König der Rennfahrer (Talladega Nights: The Ballad of Ricky Bobby)
- 2006: Wristcutters, A Love Story
- 2007: Sex and Death 101
- 2007: Trick ’r Treat – Die Nacht der Schrecken (Trick’r Treat)
- 2008: Iron Man
- 2008: The Midnight Meat Train
- 2009: Shopaholic – Die Schnäppchenjägerin (Confessions of a Shopaholic)
- 2009: Gesetz der Rache (Law Abiding Citizen)
- 2010: Iron Man 2
- 2010: Miss Nobody
- 2011: A Good Old Fashioned Orgy
- 2011: Der Zoowärter (Zookeeper)
- 2012: Meeting Evil
- 2013: Movie 43
- 2013: Hell Baby
- 2014: Flug 7500 – Sie sind nicht allein (Flight 7500)
- 2014: Keine gute Tat (No Good Deed)
- 2014: Take Care
- 2015: Don Verdean
- 2017: To the Bone
- 2017: Das Erwachen des Zodiac-Mörders (Awakening the Zodiac)
- 2017: The Babysitter
- 2018: Salam (Kurzfilm)
- 2018: Catch Me! (Tag)
- 2019: Running with the Devil
- 2020: The Lost Husband
- 2020: The Babysitter: Killer Queen
- 2022: The Inhabitant
- 2023: Und dann kam Dad (About My Father)
- 2024: Juror #2

### Serien
- 1999–2001: Popular (43 Folgen)
- 2002–2003: Emergency Room – Die Notaufnahme (ER, 8 Folgen)
- 2004: Nip/Tuck – Schönheit hat ihren Preis (Nip/Tuck, Folge 2x07)
- 2005–2007: Crossing Jordan – Pathologin mit Profil (Crossing Jordan, 14 Folgen)
- 2007: CSI: Miami (Folge 5x18)
- 2007: Entourage (Folge 3x16)
- 2009: Kings (5 Folgen)
- 2009–2015: The League (7 Folgen)
- 2012: GCB (10 Folgen)
- 2014–2015: About a Boy (6 Folgen)
- 2015: Salem Rogers (Folge 1x01)
- 2015: Odd Couple (The Odd Couple, 2 Folgen)
- 2015–2016: WHIH News Front (7 Folgen)
- 2016: Rhett and Link’s Buddy System (8 Folgen)
- 2016–2020: American Housewife (11 Folgen)
- 2017: Nobodies (6 Folgen)
- 2021: Jupiter’s Legacy (8 Folgen)
- 2021: What If…? (2 Folgen, Stimme)
- 2021: Love Life (2 Folgen)
- 2022: Robot Chicken (Folge 11x13, Stimme)
- 2022: God’s Favorite Idiot (5 Folgen)
- 2024: Palm Royale (10 Folgen)
- 2025: The White Lotus (8 Folgen)